# رانندگی (فیلم ۲۰۱۹)
رانندگی (به انگلیسی: Drive) یک فیلم سرقت هندی محصول سال ۲۰۱۹ به کارگردانی تارون مانسوخانی با بازی سوشانت سینگ راجپوت، ژاکلین فرناندز، ویکرامجیت ویرک، ساپنا پابی، بومان ایرانی، پانکاج تریپاتی است. داستان فیلم حول محور تعقیب یک «کینگ» بدنام برای سرقت ۳۰۰ کیلوگرم طلا می‌چرخد. یک مأمور مخفی به یک باند مسابقه خیابانی که در تعقیب کینگ هستند نفوذ می‌کند. این فیلم قرار بود در تاریخ ۷ سپتامبر ۲۰۱۸ اکران شود، اما در نهایت به ۲۸ ژوئن ۲۰۱۹ موکول شد تا شاهد اکران در سینما نباشیم. در ۱ نوامبر ۲۰۱۹ در نتفلیکس منتشر شد.

## ساخت
تهیه‌کننده کاران جوهر زمانی که فیلم برای اولین بار فیلمبرداری شد، فیلم را دوست نداشت؛ بنابراین جوهر ناامید تصمیم گرفت فیلم را دوباره فیلمبرداری کند و این بار نیز جوهر از فیلم خوشش نیامد؛ بنابراین، تصمیم گرفته شد که این فیلم در سینماها اکران نشود، در عوض زمانی که نتفلیکس حقوق فیلم را خریداری کرد، در اینترنت منتشر شود.

## انتشار
در ژانویه ۲۰۱۹ یک تیزر با نمایش تاریخ انتشار ۲۸ ژوئیه ۲۰۱۹ منتشر شد اما بعداً به تعویق افتاد و به نتفلیکس فروخته شد. این فیلم در ۱ نوامبر در نتفلیکس منتشر شد. این فیلم اولین فیلم اصلی از دارما پروداکشنز است که در نتفلیکس منتشر شد.

## بازخوردها
- در وب‌سایت جمع‌آوری نقد راتن تومیتوز از رای ۸ نقد منتقدان دارای امتیاز صفر درصد می‌باشد.[۵]
- بالیوود هونگاما ۲ ستاره از ۵ را داد و گفت: «این فیلم به دلیل طرح گیج‌کننده و غیرقابل قبول، تحت تاثیر قرار نمی‌گیرد.»[۶]